# بوريس دومينكو

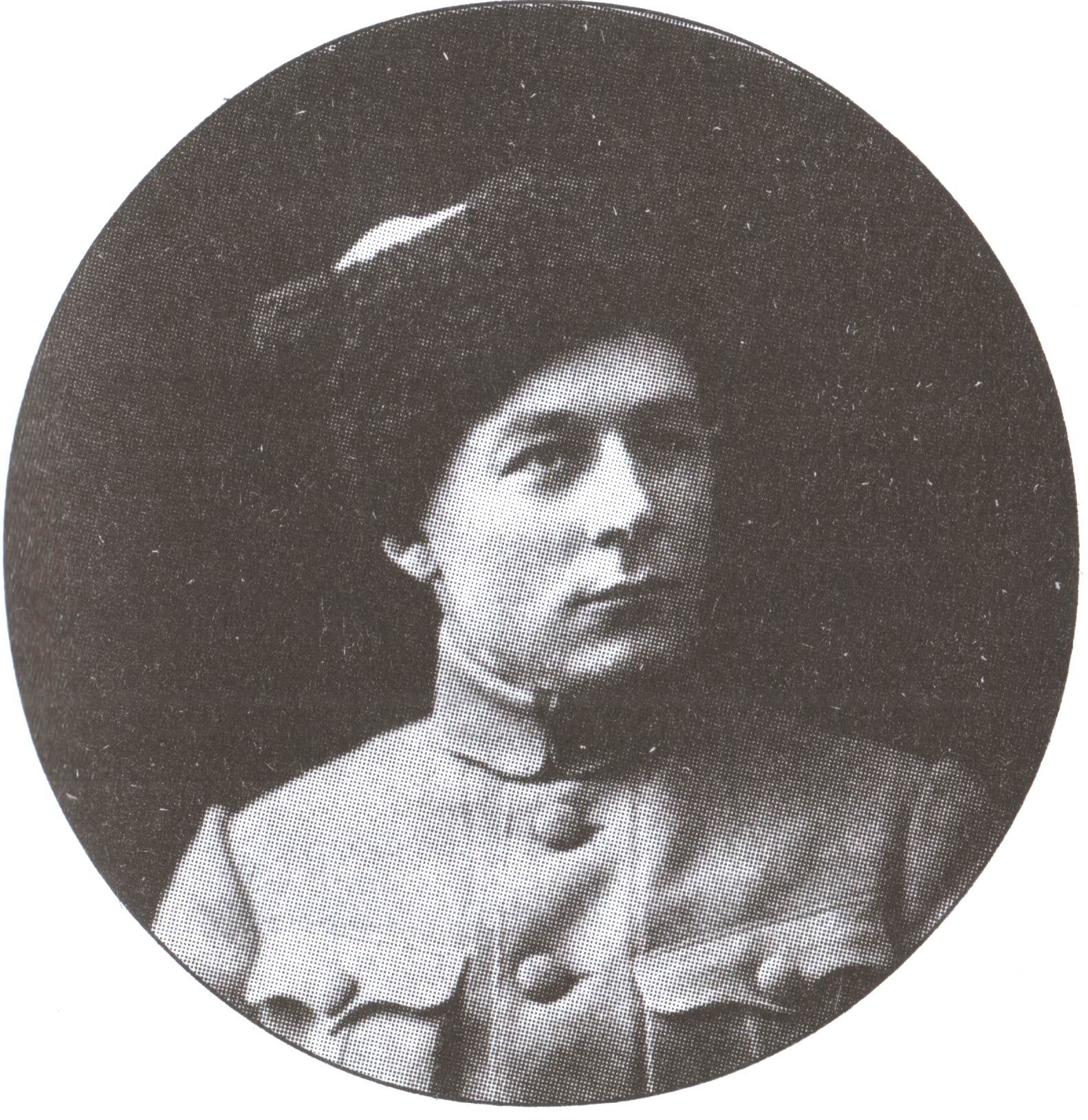

بوريس موكيفيتش دومينكو (1888 - 11 ماي 1920) (بالروسية: Думенко Борис Мокеевич) كان واحدا من قادة الجيش الأحمر.

## حياته
ولد بوريس دومينكو في منطقة الدون، وكان له دور نشيط في تنظيم أول وحدات الفرسان السوفياتية.